# Боланьо, Роберто
Робе́рто Бола́ньо А́валос (исп. Roberto Bolaño Ávalos, 28 апреля 1953, Сантьяго — 14 июля 2003, Барселона) — чилийский поэт и прозаик, сын эмигрантов из Галисии и Каталонии. Наиболее известными работами являются роман «Дикие сыщики» (1998), а также роман «2666» (2004), изданный посмертно.
Еще при жизни Роберто Боланьо считался одним из наиболее влиятельных испаноязычных писателей: критики со всего мира высоко оценивали его работы, которым было посвящено множество публикаций. В 2024 году газета The New York Times опубликовала список ста лучших книг XXI века, в котором вышеупомянутые работы, «Дикие сыщики» и «2666», заняли 38-е и 6-е место соответственно.

## Биография
Родился в семье водителя грузовика и учительницы. Детские годы будущего писателя и его сестры прошли на юге Чили. В детстве Роберто страдал дислексией, из-за чего подвергался насмешкам в школе. C 1966 года жил с родителями в Мексике. Там он начал работать журналистом и был вовлечён в левое движение (в 1960-х Боланьо стал троцкистом).
В 1973 году вернулся на родину в Чили, чтобы участвовать в социалистических реформах Сальвадора Альенде («помочь строить революцию»), но был застигнут государственным переворотом Пиночета. Участвовал в сопротивлении новому режиму, был арестован как «террорист» и пробыл в заключении восемь дней, но был отпущен по ходатайству влиятельного однокашника, ставшего тюремщиком. В 1974 году вновь прибыл в Мексику, вёл там образ жизни богемного поэта и возглавил авангардную литературную группу «инфрареалистов», вдохновлявшуюся опытом дада и сюрреализма. Некоторое время провёл в Сальвадоре, в рядах Революционной армии народа (ядра будущего Фронта национального освобождения имени Фарабундо Марти), где познакомился с поэтом-революционером Роке Дальтоном. После смерти Франко эмигрировал в Испанию, где к тому времени уже жила его мать. Здесь, прежде чем полностью посвятить себя литературе, он работал под Барселоной сборщиком винограда, ночным сторожем, продавцом в магазине, мусорщиком. В ночное время суток, свободное от работы, он занимался поэзией, хотя вскоре перешёл к прозе. С начала 1980-х годов он осел в приморском каталонском городке Бланес. От «битнического» образа жизни отказался после рождения сына, получившего имя Лаутаро — в честь вождя мапуче, возглавившего борьбу с испанским завоеванием Араукании.
Он оставил незаконченный роман «2666» из пяти частей, который считается вершиной его творчества. Умер от рака печени после десятидневной комы. После его смерти интерес к его произведениям заметно вырос не только в испаноязычных странах, но и во всём мире.

## Творчество
Дебютировал книгой стихов «Воробьи на вершине» (1975). С 1977 года путешествовал по Европе и Северной Африке, в 1978 году поселился в Каталонии, сменил множество профессий, прежде чем полностью занялся журналистикой и литературой. В собственной прозе, где криминальный сюжет соединяется со сновидческой фантастикой триллера и стихией литературной игры, нередко выступал под именем Артуро Белано. Во многих произведениях, включая «Чилийский ноктюрн» и «Далёкую звезду», поднимаются проблемы репрессий во времена хунты Пиночета. В «Нацистской литературе в Америке», написанной в форме сборника биографий вымышленных профашистских писателей, сатирически представлены посредственные деятели культуры, пошедшие в услужение к ультраправым диктаторам.

## Произведения
- Consejos de un discípulo de Morrison a un fanático de Joyce / Ученик Моррисона советует фанатику Джойса (1984, роман, в соавторстве с Антонио Гарсиа Портой).
- La pista de hielo / Каток (1993, роман, премия города Алькала-де-Энарес).
- La literatura nazi en América / Нацистская литература в Америке (1996, роман в форме энциклопедии).
- Estrella distante / Далёкая звезда (1996, повесть).
- Llamadas telefónicas / Телефонные звонки (1997, рассказы, премия города Сантьяго де Компостела, Международная литературная премия города Сан-Себастьян).
- Los detectives salvajes / Дикие сыщики (1998, роман, премия Ромуло Гальегоса, Венесуэла, испанская премия «Эрральде», премия Чилийского Национального Совета по книге и чтению).
- Amuleto / Амулет (1999, повесть).
- Monsieur Pain / Месье Пен (1999, роман).
- Nocturno de Chile / Чилийский ноктюрн (2000, повесть затрагивала образ писательницы-террористки Марианы Кальехас, сотруднице тайной полиции ДИНА).
- Los perros románticos. Poemas 1980—1998 / Романтические псы. Стихи 1980—1998 гг. (2000, литературная премия города Ирун).
- Putas asesinas / Шлюхи-убийцы (2001, рассказы).
- Amberes / Детектив Амберес (2002, роман, экранизирован в 2012, ).
- Una novelita lumpen / Люмпенская повесть (2002, экранизирована Алисией Шерсон в 2013).
- El gaucho insufrible / Невыносимый гаучо (2003, рассказы).
- Entre paréntesis / В скобках (2004, эссе, журнальные заметки, рецензии, интервью).
- 2666 (2004, роман, премия «Саламбо», Барселона; Премия Национального круга книжных критиков).
- El secreto del mal / Загадка зла (2007, рассказы).
- La universidad desconocida / Безвестный университет (2007, стихотворения).
- El Tercer Reich / Третий рейх (2010), роман (посмертно)
- Los sinsabores del verdadero policía (2011), роман (посмертно)

### Переводы на русский язык
- Чилийский ноктюрн. М.: Махаон, 2006 (включает также повесть «Далёкая звезда»).
- Шлюхи-убийцы. М.: Астрель: CORPUS, 2011
- Третий рейх. М.: Астрель: CORPUS, 2011
- 2666. М.: АСТ, 2022 (ISBN 978-5-17-116780-6)
- Дикие сыщики. М.: АСТ, 2024 (ISBN 978-5-17-116781-3)

## Признание
В 1998 году получил испанскую премию Herralde за роман «Дикие сыщики», который в 1999 году также удостоился премии Ромуло Гальегоса. В 2004 году, через год после смерти автора, его книга «2666» получила премию Саламбо в номинации Лучший роман на испанском языке, а в 2009 году этот роман был признан «книгой года» в Португалии. The New York Times назвал его «самым выдающимся голосом латиноамериканской литературы своего поколения».

## Образ в литературе
Как действующее лицо появляется в романах Хавьера Серкаса «Солдаты Саламина» и Родриго Фресана «Мантра».